# Ricardo Sousa
Ricardo André de Pinho Sousa, né le 11 janvier 1979 à São João da Madeira (Portugal), est un footballeur portugais, reconverti entraîneur.

## Biographie
Ricardo Sousa a joué un total de 154 matchs en Liga Sagres (1re division portugaise). 
Il a également joué 18 matchs en Bundesliga dans le championnat allemand, et 10 matchs en Eredivisie dans le Championnat des Pays-Bas.